# والتر ميريل هال
والتر ميريل هال (بالإنجليزية: Walter Merrill Hall)‏ هو لاعب كرة مضرب أمريكي، ولد في 1888، وتوفي في 1980.